# Oblężenie Zamościa (1656)
Oblężenie Zamościa – oblężenie miasta od 26 lutego do 1 marca 1656 roku, podczas potopu szwedzkiego.

## Historia
Wojska szwedzkie pod dowództwem króla Karola X Gustawa w bitwie pod Gołębiem, 18 lutego 1656 roku pokonały i zmusiły do ucieczki wojska polskie dowodzone przez regimentarza kasztelana kijowskiego Stefana Czarnieckiego. 21 lutego Szwedzi zajęli Lublin, następnie zaatakowali twierdzę zamojską. Jan Sobiepan Zamoyski był ówczesnym panem na Zamościu. 23 lutego Czarniecki skierował do miasta 3 chorągwie jazdy i jedną dragonii (600 koni). Sam odwiedził ordynata następnego dnia i obiecał odsiecz w przypadku oblężenia.
Szwedzki feldmarszałek Robert Douglas, przybył do Płoskiego i wezwał ordynata do poddania się. Karol X Gustaw 26 lutego przybył pod twierdzę z całą armią. Znów posłano wezwanie do poddania twierdzy a widząc, że to nieskuteczne król dał rozkaz do ostrzelania miasta. W nocy z 27 na 28 lutego przystąpiono do ostrzeliwania i rzucono na miasto 150 pocisków. Następnego dnia do twierdzy udało się poselstwo złożone z pisarza polnego koronnego Jana Fryderyka Sapiehy oraz generała Forgella z obietnicą sowitej nagrody za poddanie. To samo powtórzono kolejnego dnia. Położenie Szwedów pod Zamościem było kłopotliwe, ponieważ wojska litewskie nadciągały od północy, a w okolicach znajdowały się inne wojska koronne.
Karol X Gustaw zrezygnował ze zdobycia Zamościa, jednak przed odejściem spod twierdzy zwrócił się do ordynata o możliwość przejścia na trakt lwowski objazdem z traktu szczebrzeszyńskiego. Otrzymał jednak urągliwą odpowiedź, iż „jest inny dogodny objazd o pół mili”. Szwedzi spalili okolice i skierowali się w kierunku na Narol i Jarosław. Cały manewr wojsk szwedzkich pod wodzą Karola X Gustawa, skierowany pierwotnie na Lwów, ostatecznie zakończył się ich oblężeniem w widłach Wisły i Sanu.
O Zamościu, w trakcie potopu szwedzkiego, można jeszcze usłyszeć jako o miejscu przetrzymywania jeńców szwedzkich, wziętych do niewoli po pierwszym odebraniu Warszawy z rąk szwedzkich, w tym feldmarszałka Arvida Wittenberga. Podczas potopu twierdza okryła się wielką sławą, bowiem obok Jasnej Góry, Gdańska i Twierdzy w Łańcucie tylko ona oparła się najeźdźcom z północy. Trzeba jednak przyznać, że jej oblężenie było krótkotrwałe i miało nieporównanie mniejsze znaczenie niż obrona jasnogórskiego klasztoru.
Oblężenie Zamościa w 1656 roku było jednym z najważniejszych epizodów w historii miasta. Dzielna obrona pokazała determinację Polaków w stawianiu oporu wobec szwedzkiego najazdu. Mimo że wojna polsko-szwedzka zakończyła się w 1660 roku, Zamość pozostał silną twierdzą i ważnym ośrodkiem kulturalnym i naukowym w Rzeczypospolitej Obojga Narodów.

## Legenda szwedzkiego stołu
Podczas oblężenia twierdzy zamojskiej szwedzkie wojska stanęły pod murami miasta, które było dobrze uzbrojone i ufortyfikowane. Mimo ciągłego ostrzału, twierdza nie uległa. Karol X Gustaw uciekł się wtedy do podstępu. Przekazał Zamoyskiemu wiadomość, że wycofa swoje wojsko spod Zamościa i w związku z tym chciałby zjeść z dzielnymi obrońcami posiłek pożegnalny w murach twierdzy. Sobiepan przejrzał podstęp Szweda. Wiedział, że wpuszczając wojska króla straci miasto, jednak gościnność nakazywała ugościć tak znamienitą postać. Jan Sobiepan Zamoyski nakazał więc rozstawić stoły, a na nich wystawić najlepsze trunki i półmiski z wykwintnym jedzeniem. Nie wystawiono jednak ław ani krzeseł, stąd król i jego armia musieli jeść na stojąco trzymając talerze w rękach. Od tego czasu, poczęstunek na stojąco nazywany jest stołem szwedzkim.